# Schlotheim
Schlotheim é uma localidade e antiga cidade da Alemanha localizada no distrito de Unstrut-Hainich, estado da Turíngia. Desde 31 de dezembro de 2019, forma parte do município de Nottertal-Heilinger Höhen.
A cidade de Schlotheim é membro e sede do Verwaltungsgemeinschaft de Schlotheim.